# ميمسي ريتيف
ميمسي ريتيف (بالإنجليزية: Miemsie Retief)‏ هي ممثلة ورسامة من جنوب إفريقيا. بدأت حياتها المهنية كعارضة أزياء وأول ظهور لها كان في فيلم Nooi van my hart وAfrikaans for 'Girl of my heart'. كانت تعتبر مارلين مونرو في جنوب أفريقيا، بسبب شعرها الأشقر وهيئتها الجميلة.

## الحياة الشخصية
هي متزوجة من فيل هكرودت Fil Heckroodt، كان مخرج في هيئة إذاعة جنوب أفريقيا SABC. ويعيش الزوجان في أوكلاند بارك جوهانسبرغ.

## أفلام بارزة لها
- Nooi van my hart, 1959
- Piet se tante, 1959
- Oupa en die Plaasnooientjie, 1960
- Jy's Lieflik Vananaad, 1962
- Petticoat Safari, 1969

## وصلات خارجية
- ميمسي ريتيف على موقع IMDb (الإنجليزية)

- Miemsie Retief on قاعدة بيانات الأفلام على الإنترنت